# Pua Magasiva
Pua Magasiva (Apia, Samoa; 10 de agosto de 1980-Wellington, Nueva Zelanda; 11 de mayo de 2019) fue un actor samoano-neozelandés, más conocido por haber interpretado a Shane Clarke en la serie Power Rangers Ninja Storm y a Vinnie Kruse en la serie Shortland Street.

## Biografía
Pua tenía cuatro hermanos: Stevan, Miki, Robbie, su gemelo Tanu, y una hermana: Trina.
Fue amigo cercano del actor Jacob Tomuri.
En 2012 Pua se casó con Kourtney Magasiva, con quien tenía una hija, Jasmine Magasiva.
En 2018 el actor contraería matrimonio con Lizz Sadler.

## Carrera
Magasiva apareció en comerciales para Lift Plus, una bebida energizante de Coca-Cola, entre 2002 y 2007, para Instant Kiwi en 2006 y para Warehouse Stationary en 2007.
En 2003 se unió al elenco principal de la serie infantil Power Rangers Ninja Storm, donde interpretó al ranger rojo Shane Clarke. El 25 de noviembre del mismo año se unió al elenco de la serie Shortland Street, donde interpretó al enfermero Vainu'u "Vinnie" Kruse hasta el 23 de febrero de 2006. Regresó a la serie el 16 de agosto de 2011. La primera vez que apareció en la serie fue como Elvis Iosefa. En 2004 apareció como invitado en la serie Power Rangers Dino Thunder, donde volvió a interpretar al ranger rojo Shane Clarke durante los episodios "Thunder Storm: Part 1" y "Thunder Storm: Part 2". En 2006 se unió al elenco de la película Sione's Wedding, donde interpretó a Sione. Ese mismo año apareció en el cortometraje Uso, donde interpretó a Ranatonga. En 2009 apareció como invitado en la serie Outrageous Fortune. Ese mismo año apareció en el sexto episodio de la serie Diplomatic Immunity, donde dio vida a Niu.
En 2012 interpretó nuevamente a Sione en la película Sione's 2: Unfinished Business.

## Causas humanitarias
Magasiva fue partidario de la Fundación de Salud Mental de Nueva Zelanda. Apareció junto con los actores Li-Ming Hu y Renato Bartolomei en campañas de concienciación para dar a conocer los síntomas de la depresión y animar a los enfermos que sufren a buscar ayuda a través de medicamentos y orientación.

## Muerte y Arresto
En la madrugada del 11 de mayo de 2019 fue encontrado muerto en Wellington. Se suicidó antes de ser arrestado por Violencia doméstica.

## Filmografía

### Televisión
| Año       | Título                     | Papel         | Notas                              |
| --------- | -------------------------- | ------------- | ---------------------------------- |
| 1994-2018 | Shortland Street           | Vinnie Kruse  | 160 episodios                      |
| 2001      | Aroha: Haka and Siva       | Recepcionista | Miniserie                          |
| 2003      | Power Rangers Ninja Storm  | Shane Clarke  | 38 episodios                       |
| 2004      | Power Rangers Dino Thunder | Shane Clarke  | 2 episodios                        |
| 2009      | Outrageous Fortune         | Isaac         | 4 episodios                        |
| 2009      | Diplomatic Immunity        | Niu           | Episodio: "Boris the Spider"       |
| 2011      | East West 101              | Ned Rewiti    | Episodio: "The Price of Salvation" |
| 2012      | Auckland Daze              | Pua           | Episodio #1.4                      |

### Cine
| Año  | Título                         | Papel            | Notas |
| ---- | ------------------------------ | ---------------- | --- |
| 2001 | The Other Side of Heaven       | Finau            | Junto a Christopher Gorham, Anne Hathaway, Joe Folau y Nathaniel Lees                                        |
| 2006 | Uso                            | Ranatonga        | Cortometraje; junto a Joe Folau y Brendan John Allan                                                         |
| 2006 | Sione's Wedding                | Sione            | Junto a Oscar Kightley, Robbie Magasiva, Iaheto Ah Hi, Shimpal Lelisi y David Van Horn                       |
| 2007 | 30 Days of Night               | Malekai Hamm     | Junto a Josh Hartnett, Melissa George, Danny Huston, Ben Foster y Joel Tobeck                                |
| 2010 | Matariki                       | Oficial Wolfgram | Junto a Jason Wu, Susana Tang, Michael Whalley, Alix Bushnell y Camille Keenan                               |
| 2011 | Panic at Rock Island           | TK               | Junto a Grant Bowler, Vince Colosimo, Damian Walshe-Howling, Marshall Napier, Jessica Tovey y Anna Hutchison |
| 2012 | Sione's 2: Unfinished Business | Sione            | Junto a Robbie Magasiva, Oscar Kightley, Shimpal Lelisi, David Van Horn y Nathaniel Lees                     |

### Videojuegos
| Año  | Título                    | Papel        | Notas                           |
| ---- | ------------------------- | ------------ | ------------------------------- |
| 2003 | Power Rangers Ninja Storm | Shane Clarke | Prestó su voz para el personaje |

### Teatro
| Año  | Obra                   | Papel        | Director(a)     | Teatro           | Notas |
| ---- | ---------------------- | ------------ | --------------- | ---------------- | ----- |
| 2002 | Island Girls           | Jordan       | Oscar Kightley  | -                | -     |
| 2003 | Two Days In A Dream    | Sione        | Colin Moy       | Herald Theatre   | -     |
| 2003 | Sex With Strangers     | Paul         | Colin Mitchell  | Herald Theatre   | -     |
| 2008 | Where We Once Belonged | Lealofi      | Colin McColl    | Auckland Theatre | -     |
| 2011 | Pollyhood in Mumuland  | Lobo         | Goreti Chadwick | -                | -     |
| 2011 | Well Hung              | Trev         | Ben Crowder     | -                | -     |
| 2011 | The Brothers Size      | Oshoosi Size | -               | Silo Theatre     | -     |

## Premios y nominaciones
| Año  | Categoría                      | Premio              | Resultado |
| ---- | ------------------------------ | ------------------- | --------- |
| 2004 | Celebrity Bachelor of the Year | Cleo Magazine Award | Nominado  |